# Silveirânia
Silveirânia là một đô thị thuộc bang Minas Gerais, Brasil. Đô thị này có diện tích 157,484 km², dân số năm 2007 là 2125 người, mật độ 14 người/km².